# Stejnopohlavní svazky v Srbsku
Srbsko v současné době neposkytuje homosexuálním párům žádný právní rámec pro jejich soužití. Po přijetí nového ústavního zákona v r. 2006 je stejnopohlavní manželství ústavou zákonem, neboť ta jej v článku 62 definuje jako svazek muže a ženy. Nicméně srbský právní řád na jednu stranu nepovoluje, ale ani nezakazuje registrované partnerství nebo domácí partnerství.
V lednu 2011 umožnilo Ministerstvo zahraničí britskému velvyslanectví v Bělehradu uspořádat svatební obřad uzavření registrovaného partnerství mezi dvěma Brity nebo mezi Britem a osobou nedisponující srbským občanstvím. Francouzské velvyslanectví v Bělehradu rovněž získalo povolení na své půdě uskutečňovat svatební obřady uzavírání občanského paktu solidarity mezi Francouzi a jejich zahraničními partnery.
V květnu 2013 bylo oznámeno, že se srbský parlament začne zabývat 4. června téhož roku návrhem zákona o stejnopohlavním partnerství. Zákon by garantoval stejnopohlavním partnerům právo navštěvovat svůj protějšek v nemocnici, pozůstalostní důchody po zemřelém partnerovi a některá další práva a povinnosti plynoucí z manželství. Není jasné, zda by zákon představoval neregistrované soužití nebo registrované partnerství.
V listopadu 2015 podpořil předseda Sociální demokracie a bývalý srbský prezident Boris Tadić stejnopohlavní manželství a adopce dětí stejnopohlavními páry. Předseda hnutí "Dosta je bilo" Saša Redulović tuto vizi taktéž podpořil. Jiné strany jako například Demokratická strana rovněž vyjádřili možnou podporu právního uznání stejnopohlavních svazků.